# 서일성
서일성(徐一成, 1906년? ~ 1950년)은 일제강점기에 주로 활동한 배우이다.

## 생애
인천 출생이다. 1925년 도쿄 유학생들을 중심으로 결성되어 신극 운동을 벌인 토월회를 통해 배우로 데뷔했다. 1930년대에는 극예술연구회에 참가하였으며, 동양극장에서 활동하다가 1939년 황철, 차홍녀, 문정복 등 인기 배우들이 소속된 극단 아랑에 참여했다.
일제 강점기에 조선 최고의 배우로 많은 인기를 모았던 황철과 버금간다는 평을 들을 만큼 배우로서 성공을 거두었다. 황철은 청춘좌, 서일성은 호화선을 대표하는 배우였다. 키가 크고 체구가 좋으며 발성이 뛰어났다는 회고가 있다.
아랑이 전시 문화 정책에 따라 조선총독부의 강력한 통제 하에 들어간 태평양 전쟁 시기에 관제 연극에 출연했다. 어용 단체인 조선연극협회에 가담했으며, 1942년 총독부가 후원하여 개최된 제1회 연극경연대회에 참가하여 연기상을 수상하기도 했다. 이로 인해 2008년 민족문제연구소가 정리한 친일인명사전 수록예정자 명단의 연극/영화 부문에 포함되었으나 보류되었다.
광복 직후에는 좌익 계열 연극인인 함세덕, 황철과 함께 극단 낙랑극회를 조직했다. 조선연극건설본부와 조선연극동맹에 참여한데 이어 조선프롤레타리아연극동맹이 조직한 문화공작단의 단장을 맡아 전국 순회 공연을 갖기도 했다.
이후 인천에서 상업에 종사하던 중 한국 전쟁이 발발하여 조선인민군에게 피살당한 것으로 알려져 있다.

## 같이 보기
- 토월회

## 참고자료
- 김명래 (2007년 10월 24일). “[인천인물 100人·95] 배우 서일성 - 무대를 압도하는 '카리스마' 조선연극계를 휘어잡다”. 경인일보. 2007년 10월 28일에 확인함. |제목=에 지움 문자가 있음(위치 1) (도움말)